# Skärsjön, Härjedalen
Skärsjön är en sjö i Härjedalens kommun i Härjedalen och ingår i Ljusnans huvudavrinningsområde. Sjön har en area på 0,209 kvadratkilometer och ligger 864,2 meter över havet. Skärsjön ligger i Brovallvålen Natura 2000-område. Sjön avvattnas av vattendraget Kvarnån (Brovallbrynnet).

## Delavrinningsområde
Skärsjön ingår i det delavrinningsområde (691201-137197) som SMHI kallar för Utloppet av Skärsjön. Medelhöjden är 870 meter över havet och ytan är 0,57 kvadratkilometer. Det finns inga avrinningsområden uppströms utan avrinningsområdet är högsta punkten. Kvarnån (Brovallbrynnet) som avvattnar avrinningsområdet har biflödesordning 2, vilket innebär att vattnet flödar genom totalt 2 vattendrag innan det når havet efter 343 kilometer. Avrinningsområdet består mestadels av kalfjäll (64 procent). Avrinningsområdet har 0,21 kvadratkilometer vattenytor vilket ger det en sjöprocent på 36,4 procent.